# Zauner (Familienname)
Zauner ist ein deutscher Familienname.

## Herkunft und Bedeutung
Zauner ist entweder ein Berufs-, Wohnstätten- oder Herkunftsname. Als Berufsname geht er auf das mittelhochdeutsche ziunen bzw. das mittelniederdeutsche tunen (deutsch: flechten, zäunen oder einen Zaun machen) zurück und stand somit für einen Zaunmacher oder seltener für einen Korbflechter. Als Wohnstättenname geht er auf das mittelhochdeutsche zūn bzw. das mittelniederdeutsche tūn (deutsch: Hecke, Gehege, Zaun oder Umzäunung) zurück; er bezeichnete also Personen die an einer Hecke oder Umzäunung wohnten. Als Herkunftsname erfolgte die Benennung nach den Siedlungsnamen Zaun oder Zauner (mehrfach, hauptsächlich in Bayern und Oberösterreich).

## Verbreitung
Das Hauptverbreitungsgebiet des Familiennamens Zauner ist Süddeutschland und Österreich.

## Varianten
- Zaun, Zäuner, Zeuner, Zeunert

## Namensträger
- Adolf Zauner (1870–1940), österreichischer Romanist und Sprachwissenschaftler
- Albrecht Zauner (* 1962), österreichischer Bildhauer
- Alois Zauner (1925–2009), österreichischer Historiker und Landesarchivdirektor
- Anna Zauner-Pagitsch (* 1963), österreichische Harfenistin
- David Zauner (* 1985), österreichischer Skispringer
- Edmund Zauner (1694–1765), Benediktiner
- Elke Zauner (* 1972), deutsche Malerin
- Enrique Peña Zauner (* 2000), venezolanisch-deutscher Fußballspieler
- Franz Zauner (Kunsthistoriker) (1876–1943), deutscher Kunsthistoriker und Schriftsteller
- Franz Zauner (Bischof) (1904–1994), österreichischer Geistlicher, Bischof von Linz
- Franz Anton von Zauner (1746–1822), österreichischer Bildhauer
- Friedrich Zauner (1936–2022), österreichischer Schriftsteller
- Georg Zauner (Autor) (1920–1997), deutscher Regisseur, Drehbuchautor und Schriftsteller
- Georg Zauner (Bildhauer) (1928–1995), österreichischer Bildhauer und Hochschullehrer
- Hans Zauner (1885–1973), deutscher Kommunalpolitiker; Bürgermeister von Dachau
- Hansjörg Zauner (1959–2017), österreichischer Schriftsteller und bildender Künstler
- Johann Zauner (1929–1999), österreichischer Politiker (SPÖ)
- Johannes Zauner (1913–1977), österreichischer römisch-katholischer Ordenspriester und Propst
- Josef Zauner (Politiker) (1876–1967), österreichischer Politiker (CSP), Abgeordneter zum Nationalrat
- Josef Zauner (Verleger) (1895–1959), rumänischer Verleger und Esperantist
- Josef Zauner (Konditor) (* 1948), österreichischer Konditormeister
- Judas Thaddäus Zauner (1750–1813), österreichischer Rechtswissenschaftler, Historiker und Hochschullehrer
- Karin Zauner (* 1966), österreichische Journalistin
- Lambert Zauner (1885–1950), Abt des Stiftes Lambach
- Martin Zauner (* 1962), österreichischer Schauspieler und Regisseur
- Martin Zauner (Politiker) (* 1971), österreichischer Politiker (FPÖ)
- Matthias Zauner (* 1986), österreichischer Politiker (ÖVP)
- Michelle Zauner (* 1989), koreanisch-US-amerikanischen Musikerin, siehe Japanese Breakfast
- Paul Zauner (* 1959), österreichischer Jazzmusiker und Inntöne-Festivalveranstalter
- Peter Zauner (1886–1973), österreichischer Musiker und Komponist
- Peter Zauner (Badminton) (* 1983), österreichischer Badmintonspieler
- Sebastian Zauner (* 1994), deutsch-österreichischer Eishockeyspieler
- Stefan Zauner (* 1952), deutscher Musiker
- Wilhelm Zauner (1929–2015), österreichischer Theologe
- Xenia Zauner (* 1980), österreichische Polizeibeamtin, Leiterin der Einsatzabteilung der Wiener Polizei